# Abdelmoumene Djabou
Abdelmoumene Djabou (Sétif, Argelia, 31 de enero de 1987) es un futbolista argelino. Juega de centrocampista y su club es el Entente Sportive de Sétif del Championnat National de Première Division de Argelia.

## Selección nacional
El 18 de septiembre de 2010 fue llamado por el nuevo entrenador Abdelhak Benchikha para un partido de clasificación para la Copa Africana de Naciones de 2012 contra la República Centroafricana. Hizo su debut ante Luxemburgo el 17 de noviembre de 2010. En 2011 fue convocado para la segunda edición del Campeonato Africano de Naciones donde su equipo logró el cuarto lugar. En este torneo logró anotar frente a Uganda, en la primera ronda, y ante Túnez, en las semifinales. Aunque no fue llamado para la Copa Africana de Naciones de 2013, volvió a jugar con su selección de cara a las últimas fechas de las eliminatorias mundialistas 2014 frente a Benín y Malí.
El 2 de junio de 2014 fue confirmado por Vahid Halilhodžić para disputar la Copa Mundial de Fútbol de 2014 donde logró anotar un gol ante Corea del Sur en la victoria de su equipo por 4 a 2 y otro gol frente a Alemania en la derrota de su equipo 2 a 1 por los octavos de final.

### Participaciones con la selección
| Torneo                                  | Sede   | Resultado        |
| --------------------------------------- | ------ | ---------------- |
| Campeonato Africano de Naciones de 2011 | Sudán  | Cuarto puesto    |
| Copa Mundial de Fútbol de 2014          | Brasil | Octavos de final |

### Goles con la selección nacional en Mundiales
| Gol | Fecha               | Sede                                    | Oponente      | Marcador | Resultado | Competencia  |
| --- | ------------------- | --------------------------------------- | ------------- | -------- | --------- | ------------ |
| 1   | 22 de junio de 2014 | Estadio Beira-Rio, Porto Alegre, Brasil | Corea del Sur | 3 - 0    | 4 – 2     | Mundial 2014 |
| 2   | 30 de junio de 2014 | Estadio Beira-Rio, Porto Alegre, Brasil | Alemania      | 1 - 2    | 1 – 2     | Mundial 2014 |

## Clubes
| Club                      | País           | Año       |
| ------------------------- | -------------- | --------- |
| Entente Sportive de Sétif | Argelia        | 2005-2012 |
| MC El Eulma (cedido)      | Argelia        | 2006-2007 |
| USM El Harrach (cedido)   | Argelia        | 2009-2010 |
| Club Africain             | Túnez          | 2012-2016 |
| Entente Sportive de Sétif | Argelia        | 2016-2019 |
| Al-Nassr (cedido)         | Arabia Saudita | 2018      |
| MC Alger                  | Argelia        | 2019-2021 |
| Entente Sportive de Sétif | Argelia        | 2021-     |

## Palmarés

### Títulos nacionales
| Título                        | Club                      | País    | Año  |
| ----------------------------- | ------------------------- | ------- | ---- |
| Supercopa de África del Norte | Entente Sportive de Sétif | Argelia | 2010 |
| Copa de Argelia               | Entente Sportive de Sétif | Argelia | 2012 |

### Distinciones individuales
| Distinción                                      | Año     |
| ----------------------------------------------- | ------- |
| Mejor jugador de la Primera División de Argelia | 2010-11 |
| Goleador de la Copa de Argelia                  | 2011-12 |
| Mejor jugador de la Primera División de Argelia | 2011-12 |
| Futbolista argelino del año                     | 2011-12 |
| Goleador de la Primera División de Túnez        | 2012-13 |